# SPINK8
SPINK8 (англ. Serine peptidase inhibitor, Kazal type 8 (putative)) – білок, який кодується однойменним геном, розташованим у людей на 3-й хромосомі. Довжина поліпептидного ланцюга білка становить 97 амінокислот, а молекулярна маса — 10 821.
| 10         |  | 20         |  | 30         |  | 40         |  | 50         |
| ---------- |  | ---------- |  | ---------- |  | ---------- |  | ---------- |
| MKGICSDAIL |  | VLATSMWMAF |  | AIDFPLPMAS |  | ERGQLDKTIV |  | ECLKNVNKCW |
| FLSYIKPSEP |  | ICGSDQVTYS |  | SDCHLCSKIL |  | FEGLNITKLY |  | DGQCENS    |

A: Аланін

C: Цистеїн

D: Аспарагінова кислота

E: Глутамінова кислота

F: Фенілаланін

G: Гліцин

H: Гістидин

I: Ізолейцин

K: Лізин

L: Лейцин

M: Метіонін

N: Аспарагін

P: Пролін

Q: Глутамін

R: Аргінін

S: Серин

T: Треонін

V: Валін

W: Триптофан

Кодований геном білок за функціями належить до інгібіторів протеаз, інгібіторів серинових протеаз. 
Секретований назовні.